# Aeropuerto de Pasighat
El Aeropuerto de Pasighat (IATA: IXT, OACI: VEPG) es un aeropuerto que atiende a Pasighat, una ciudad de Arunachal Pradesh, India. Es el aeropuerto más al este del país. Aunque abrió en los años 1950, no comenzó a recibir vuelos comerciales hasta los años 80. La Fuerza Aérea India lo convirtió en una base del mando aéreo oriental en 2016, y se estableció una terminal civil un año después. Alliance Air inició vuelos regulares a Pasighat en mayo de 2018.

## Historia
La pista se construyó en 1952, pero la guerra sino-india que tuvo lugar diez años más tarde limitó su uso hasta los años 80, cuando la aerolínea regional Vayudoot empezó a volar a Pasighat y a varios otros pueblos de Arunachal Pradesh. La compañía dejó de operar en el aeropuerto en los años 90. Estuvo en desuso hasta 2010, año en que la Fuerza Aérea de India tomó el control de la pista y se encargó de restaurarla. Comenzó a ser una base de operaciones para el mando aéreo oriental en agosto de 2016.
Una terminal civil se levantó en 2017 después de tres años de construcción. El primer vuelo de pasajeros a Arunachal Pradesh desde el final de los servicios de Vayudoot llegó el 21 de mayo de 2018. El ministro en jefe del estado, Pema Khandu, estaba a bordo del ATR de Alliance Air que realizó dicho vuelo procedente de Guwahati. Se espera que el aeropuerto promueva las industrias de energía hidráulica, agricultura y horticultura del estado y que ayude a aumentar el turismo a Arunachal Pradesh.

## Aerolíneas y destinos
| Aerolíneas   | Destinos                                                 |
| ------------ | -------------------------------------------------------- |
| Alliance Air | Calcuta, Dibrugarh, Guwahati, Itanagar, Lilabari, Tezpur |
| FlyBig       | Guwahati                                                 |

## Estadísticas
Ver fuente y consulta Wikidata.